# بیشمه (شیرینی ترکمنی)
بیشمه یا پیشمه  نوعی شیرینی به‌شکل نان است مانند که ریشه در قوم ترکمن دارد که از آرد، شکر، تخم مرغ و پوست پرتغال تهیه می شود و خمیر تهیه شده از این مواد را در روغن داغ سرخ می کنند. شایان ذکر است این شیرینی بسیار شبیه به پیراشکی است.